# Абрамович, Николай Яковлевич
Никола́й Я́ковлевич Абрамо́вич (псевдонимы Николай Муравьёв и Н. Ка́дмин; 1881, Таганрог — 1922, Москва) — русский литературный критик, прозаик, поэт и публицист.

## Биография
Родился в Таганроге, в семье портного Якова Абрамовича Абрамовича и дочери кондитера Софии Марковны Абрамович 29 октября (10 ноября) 1881 года.
Окончил семь классов гимназии. С 15-16 лет печатал заметки в газетах «Донская речь», «Приазовский край» и других периодических изданиях; первые опубликованные стихотворение и рассказ увидели свет в 1899 году.
С начала 1900-х годов жил в Санкт-Петербурге и Москве. Был сотрудником журналов «Образование», «Современный мир», «Русская мысль», «Жизнь» и «Журнал для всех», газет «Русская правда», «Новости дня», «Студенческая жизнь». Издатель альманаха «Проталина» (СПб., 1907).
В критике Абрамовича много рассуждений в духе модернизма 1900-х годах, например, о «дионисовском» и «аполлоническом» начале, о жизни и смерти, о «стихийности» поэзии и её «аморальности» и «аполитичности». На него влияли Ницше и Бергсон. Искусство для него аморально и аполитично. В поэзии он ценит только стихийность, смотрит на неё исключительно как на «голос живой природы», а на поэта — как на «непроизвольное эхо не узко-человеческой, но общей, беспредельно-космической жизни».
После революции страдал душевной болезнью. Последняя книга — «Современная лирика. Клюев, Кусиков, Ивнев, Шершеневич», согласно свидетельству В. Шершневича, была заказана и обработана Кусиковым и вышла в 1921 году.
Умер в марте 1922 года в Москве.

## Семья
- Брат — Александр Яковлевич Абрамович (1862—1934), выпускник медицинского факультета Императорского Харьковского университета[4], врач в Килие и Рени (1886—1895, одновременно медконсультант Килийской городской думы)[8], затем в Таганроге[9], Санкт-Петербурге[10] и вновь в Таганроге[11]; его дочь Валентина (1903—?), врач-педиатр, была замужем за главным терапевтом Таганрога, заслуженным врачом РСФСР (1956) Петром Фёдоровичем Тюриным (1903—1972)[4].
- Брат — Владимир Яковлевич Абрамович, поэт-символист, прозаик, в том числе автор нескольких «декадентских» романов в соавторстве с братом[12].
- Брат Леонид, сёстры Матильда и Адель.